# Piper machupicchuense
Piper machupicchuense är en pepparväxtart som beskrevs av William Trelease. Piper machupicchuense ingår i släktet Piper och familjen pepparväxter. Inga underarter finns listade i Catalogue of Life.